# Elementi (Euclide)
Gli Elementi (in greco antico: Στοιχεῖα?, Stoichêia) di Euclide (matematico greco attivo intorno al 300 a.C.) sono la più importante opera matematica giuntaci dalla cultura greca antica. Contengono una prima formulazione di quella che oggi è conosciuta con il nome di geometria euclidea, rappresentando un quadro completo e definito dei principi della geometria noti al tempo. Oggi questi principi vengono formulati in modo più generale con i metodi dell'algebra lineare. La formulazione fatta da Euclide viene però ancora insegnata nelle scuole secondarie per fornire un primo esempio di sistema assiomatico e di dimostrazione rigorosa.
L'opera consiste di 13 libri: i primi sei riguardanti la geometria piana, i successivi quattro i rapporti tra grandezze (in particolare il decimo libro riguarda la teoria degli incommensurabili) e gli ultimi tre la geometria solida. Alcune edizioni più antiche attribuiscono ad Euclide anche due ulteriori libri che la critica moderna assegna però ad altri autori. I diversi libri sono strutturati in definizioni e proposizioni (enunciati che potremmo anche chiamare teoremi). Delle proposizioni vengono fornite le dimostrazioni.

## Descrizione

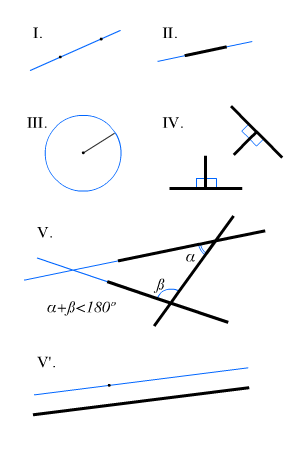
I cinque postulati di Euclide e la formulazione del quinto postulato che spesso oggi si preferisce utilizzare

Euclide basa, nel libro I, il suo lavoro su 23 definizioni, che trattano i concetti di punto, linea e superficie, su 5 postulati e su 5 nozioni comuni, quelle che ora sono dette assiomi. Poiché i postulati e le nozioni comuni sono posti alla base dell'edificio logico dell'opera, di essi non viene fornita alcuna dimostrazione, in quanto, se fossero dimostrabili, dovrebbero essere dedotti da dei principi a loro volta non dimostrabili, e così via in un progressus in infinitum.
- Nozioni comuni:
  1. Cose uguali ad una stessa cosa sono uguali tra loro
  2. Aggiungendo (quantità) uguali a (quantità) uguali le somme sono uguali
  3. Sottraendo (quantità) uguali da (quantità) uguali i resti sono uguali[2]
  4. Cose che coincidono con un'altra sono uguali all'altra
  5. L'intero è maggiore della parte
- Postulati:
  1. Congiungendo due punti casuali del piano si forma un segmento di retta.
  2. Un segmento di linea retta può essere esteso indefinitamente in una linea retta
  3. Dato un segmento di linea retta, un cerchio può essere disegnato usando il segmento come raggio ed uno dei suoi estremi come centro
  4. Tutti gli angoli retti sono congruenti tra loro
  5. Se due linee sono disegnate in modo da intersecarne una terza in modo che la somma degli angoli interni, da un lato, sia minore di due angoli retti, allora le due linee si intersecheranno tra loro dallo stesso lato se sufficientemente prolungate.

Sicuramente il postulato più famoso è il quinto, detto anche postulato delle parallele (anche se l'enunciato non le cita). La negazione di questo postulato ha portato, nel XIX secolo, allo sviluppo delle geometrie non euclidee. Legata al V postulato è anche la proposizione XXIX del libro I:

## Traduzioni

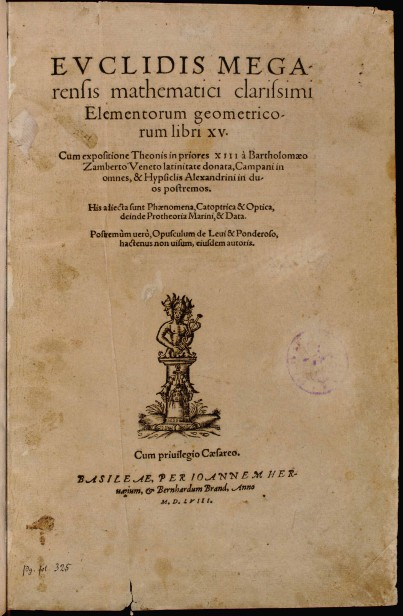
Frontespizio di un'edizione del 1558 degli Elementi di Euclide (in cui il matematico alessandrino è stato confuso con Euclide di Megara)

La Biblioteca capitolare di Verona ospita un palinsesto latino almeno dei primi quattro libri, datato al V secolo e fino al XX attribuito alla mano di Boezio.

## Edizioni italiane
- Gli Elementi di Euclide, a cura di Attilio Frajese e Lamberto Maccioni, Torino, UTET, 1970.
- Tutte le Opere, a cura di Fabio Acerbi, Milano, Bompiani, 2007.
- Euclide: il I libro degli elementi, a cura di Lucio Russo, Emanuela Salciccia, Giuseppina Pirro, Carocci Editore, 2017.